# Operatie Abel
Operatie Abel was de codenaam voor een SAS-operatie in het gebied ten oosten van de lijn Dijon-Belfort.

## Geschiedenis
Tegelijkertijd met de geallieerde landing in Zuid-Frankrijk, dropte de Special Air Service (SAS) op 15 augustus 1944 82 man van het 3e Franse Parachutistenbataljon in het gebied ten oosten van de lijn Dijon-Belfort. Ze hadden de taak om de Duitse terugtocht te bemoeilijken door het leggen van wegblokkades, hinderlagen en nachtelijke aanvallen. Daarnaast hadden ze de opdracht het coördineren en leiden van verzetsacties.